# Gammelgutnisk
Oldgutnisk eller gammelgutnisk betegner det nordiske sprog, som taltes på Gotland fra omkring 900 e.Kr til 1600-tallet. Det er det sprog, som Guterloven med Gutersagaen er skrevet på i. Sproget udskiltes i vikingetiden (ved siden af norrønt og de østnordiske sprog olddansk og oldsvensk) fra urnordisk. Det er undertiden blevet påpeget, at oldgutnisk også har enkelte ligheder med det gotiske sprog. Kendetegnende for oldgutnisk er (bl.a.) de mange diftonger og et mere konservativt bøjningssystem. Først omkring 1600 ændrede sproget sig og fik flere dansk-svenske (østnordiske) former og et enklere bøjningssystem, hvilket markerede overgangen til det moderne gutniske sprog (gutamål).

## Karakteristika
Kendetegnende er blandt andet:
- I modsætning til de østnordiske sprog dansk og svensk (og i lighed med de vestnordiske sprog) er de oldnordiske diftonger bevaret. Sproget har også bevaret urnordiske træk, idet der fandtes urnordisk ai, som i oldnordisk og islandsk blev til ei.
- Oldnordisk iu er blevet til triftong iau, for eksempel i fliauga (flue)
- Oldnordisk u er bevaret i mange tilfælde
- I-omlyd forekommer oftere end i de andre nordiske sprog

## Eksempler
Tabellen herunder viser til sammenligning nogle eksempler på ord, som udtales og staves forskelligt på nogle af de germanske sprog:
| Germansk                                  | Norrønt         | Oldgutnisk      | Gotisk           | Gammelsvensk | Gammeldansk  |
| *augon (øje) *baino (ben) *hauzjan (høre) | auga bein heyra | auga bain hoyra | augo --- hausjan | ốga bén hǿra | ǿga bén hǿra |

De urnordiske diftongs forbliver som i det oldvestnordiske, men i modsætning til det oldøstnordiske.
| Gammelgutnisk     | Svensk          | Tysk    |
| ----------------- | --------------- | ------- |
| stain [stain]     | sten [steːn]    | Stein   |
| gait [gait]       | get [geːt]      | Geiß    |
| auga [ɑʊɣa]       | öga [ø:gɐ]      | Auge    |
| draumbr [drɑʊmbɾ] | dröm [drøːm]    | Traum   |
| droyma [drɔyma]   | drömma [drømːɐ] | träumen |
| hoyra [hɔyɾa]     | höra [høːɾɐ]    | hören   |